# Jan Ruff O’Herne
Jan Ruff O’Herne (Bandung, 1923. január 18. – Adelaide, 2019. augusztus 19.) holland–ausztrál emberjogi aktivista, aki a háborúk alatt folyó nemi erőszak elleni beszédeiről és kampányairól vált ismertté. A második világháború idején O’ Herne egyike volt azon úgynevezett vigasznőknek, akiket szexuális rabszolgaságra kényszerített a japán császári hadsereg. Ötven évvel a háború vége után O’ Herne úgy döntött, hogy nyilvánosan felszólalva hivatalos bocsánatkérést követel a japán kormánytól, megvilágítva ezzel a többi szexuális rabszolga sorsát.

## Életrajza
O’Herne 1923-ban Holland Kelet-Indiában született, az egykori Holland Birodalom délkelet-ázsiai kolóniájában. Holland Kelet-India japán megszállása idején O’Herne-t és több ezer holland nőt tartottak fogva használaton kívüli laktanyákban. 1944. február 26-án, O’Herne-t és hat fiatal nőt japán tisztek elvittek egy régi gyarmati házba Selarangba, amelyet katonai bordélyházzá alakítottak. Az első napjukon fotókat készítettek a nőkről, melyeket nyilvánosan mutogattak a fogadóhelyiségben. A következő négy hónapban a nőket többször megerőszakolták és megverték. Rövid idővel a második világháború vége előtt egy nyugat-jávai táborba költöztették őket, ahol újra találkozhattak a családjukkal. A japán hadsereg figyelmeztette őket, ha elmondják valakinek, hogy mi történt velük, megölik őket és a családjukat is. 1946-ban O’Herne összeházasodott Tom Ruffal, a brit hadsereg egykori tagjával. 1960-ban Ausztráliába emigráltak.

## Politikai tevékenysége
A háború utáni évtizedekben O’Herne nem beszélt a vele történtekről egészen 1992-ig, amikor is három koreai, szexuális rabszolgaként tartott asszony bocsánatkérést és kártérítést követelt a japán kormánytól. Ezen nők tettein felbuzdulva O’Herne is úgy döntött felszólal a történteket illetően. 1994-ben O’Herne kiadta a személyes emlékiratait “Ötven év hallgatás” címmel, amiben arról a küzdelemről ír, amit egy háború alatt megerőszakolt nőként titokban kellett tartania. 2001 szeptemberében a holland kormány kitüntette az Oránia-Nassau-rend lovagi fokozatával, elismerésül a „vigasznőkért” való fellépéséért.

## Az Egyesült Államokbeli kongresszusi meghallgatása
2007. február 15-én O’Herne megjelent az Egyesült Államok Képviselőháza előtt is a “Vigasznők emberi jogainak védelme” c. kongresszusi meghallgatás tagjaként.

## Idézet
“Sok történet szól arról a horrorról, brutalitásról, szenvedésről és éhezésről, amit a holland nőknek a japán fogolytáborokban el kellett szenvedniük. De egy részlet mindig kimaradt, mégpedig az emberi jogok bemocskolásának legszégyentelenebb története, amit a japánok a II. világháború alatt követtek el: A „vigasznők” (“jugun ianfu”) története, akiket akaratuk ellenére kényszerítettek arra, hogy szexuális szolgáltatásokat nyújtsanak a japán hadsereg tagjainak…
Én már megbocsájtottam a japánoknak azért, amit velem tettek, de elfelejteni sosem fogom. Ötven éven keresztül ezen „vigasznők” hallgatásba burkolóztak; de az életük szégyenben telt, mert bemocskoltnak érezték magukat. 50 évnek kellett eltelnie ahhoz, hogy ezen nők tönkretett élete emberjogi problémává váljon.” 
Részlet O’Herne 2007-es nyilatkozatából az Egyesült Államok Kongresszusának meghallgatásán

## Könyv
- Ruff-O'Herne, Jan (1994). Fifty years of silence. Sydney: Editions Tom Thompson

## Esszék és fejezetek
- Ruff-O'Herne, Jan (2005). "Fifty years of silence : cry of the raped". In Durham, Helen and Tracey Gurd (eds). Listening to the silences : women and war. Leiden: Martinus Nijhoff. pp. 3–8.
- – (2014). "Fifty years of silence : cry of the raped" (PDF). International Humanitarian Law Magazine (2): 6–7. Hozzáférés ideje: 2015-09-18. Abridged version of Ruff-O'Herne (2005).